# Miguel Siska
Miguel Siska (1906
- 1947), nome adoptado pelo guarda-redes húngaro Mihály Siska após se naturalizar português, foi um jogador e treinador de futebol.
Aos 18 anos, veio do Vasas de Budapeste para o Futebol Clube do Porto, causando a sua contratação e a verba mensal que lhe foi atribuída (1.000$00 escudos) polémica por pôr em causa o amadorismo no futebol português. De facto, Siska não se assumiria como futebolista profissional, trabalhando como mecânico na Sociedade dos Vinhos Borges & Irmão.
Como guarda-redes do FC Porto e da selecção da Associação de Futebol do Porto, Miguel Siska tornou-se um dos melhores jogadores europeus na sua posição, ficando conhecido por "meia-equipa" pela sua importância no jogo. Para além de sucessivos campeonatos do Porto, ganhou o Campeonato de Portugal em 1925 e 1932. Devido a problemas de saúde, retirou-se em 1934.
Como treinador, após uma passagem pelo Sport Progresso, assumiu em 1938 o comando técnico dos portistas, vencendo os dois primeiros campeonatos nacionais da I Divisão (1938-39 e 1939-40).